# رودولفو رومبالدوني
رودولفو رومبالدوني (بالإيطالية: Rodolfo Rombaldoni)‏ مواليد 15 ديسمبر 1976، هو لاعب كرة سلة إيطالي بدأ مسيرته الاحترافية في سنة 2004. يبلغ طوله 6 قدم 4 بوصة (1.9 م). مثّل منتخب بلاده. شارك في مسابقة كرة السلة في الألعاب الأولمبية الصيفية.

## الميداليات
| الميدالية | المسابقة                       |
| --------- | ------------------------------ |
| فضية      | الألعاب الأولمبية الصيفية 2004 |

## روابط خارجية
- رودولفو رومبالدوني على موقع الاتحاد الدولي لكرة السلة (الإنجليزية)
- رودولفو رومبالدوني على موقع كرة السلة الأوروبية.كوم (الإنجليزية)
- رودولفو رومبالدوني على موقع ريلجم (الإنجليزية)
- رودولفو رومبالدوني على موقع بروبوليرز (الإنجليزية)
- رودولفو رومبالدوني على موقع سبورتس رفرنس (الإنجليزية)
- رودولفو رومبالدوني على موقع أوليمبيديا (الإنجليزية)
- رودولفو رومبالدوني على موقع اللجنة الأولمبية الإيطالية (الإيطالية)